# Chapelle dorée (église Saint-Gervais-Saint-Protais de Paris)
La Chapelle dorée est une chapelle de l'église Saint-Gervais-Saint-Protais de Paris. Concédée à Antoine Goussault et sa femme Geneviève Fayet en 1628 et construite avant 1634, cette chapelle minuscule, qui ne se visite qu'exceptionnellement, possède une décoration remarquable de style Louis XIII qui la recouvre entièrement. 

## Histoire
Le 13 mai 1627, les marguilliers de l'église Saint-Gervais-Saint-Protais  accèdent à la requête d'Antoine Goussault, conseiller au parlement et commissaire aux requêtes du Palais, et de sa femme Geneviève Fayet, tous deux paroissiens depuis de nombreuses années, qui demandent d'une part la concession d'un terrain du cimetière de l'église pour construire une petite chapelle funéraire et d'autre part la permission de percer la partie basse du mur de la chapelle Saint-Michel (chapelle Sainte-Anne actuelle) pour créer une entrée fermée de portes donnant directement dans l'église. Une cave de même dimension que la chapelle est prévue en sous-sol pour accueillir les sépultures de la famille. Cette autorisation est accordée moyennant une somme de 1000 livres et une rente annuelle de 30 sols ; la cession du terrain est effective le 12 février 1628.
La décoration de la chapelle est probablement conçue et réalisée par le couple et ce avant le 25 novembre 1634, date du décès d'Antoine.
Cette chapelle reste ensuite dans la famille Goussault jusqu'au 13 février 1680, date à laquelle la veuve d'Antoine Goussault III, Madeleine de Baugy, la vend à Louis Betauld dont les descendants ne semblent pas avoir cédé la concession. Sous les Betauld, la chapelle ne subit pas de changements significatifs, hormis la condamnation de la fenêtre qui ouvrait sur le charnier. 
À la suite de la disparition de certains panneaux et aux remontages hasardeux du XIXe siècle, la disposition actuelle des lambris ne correspond probablement plus à leur disposition initiale. La chapelle a été restaurée plusieurs fois, en 1825, 1930 et 2000.

## Description

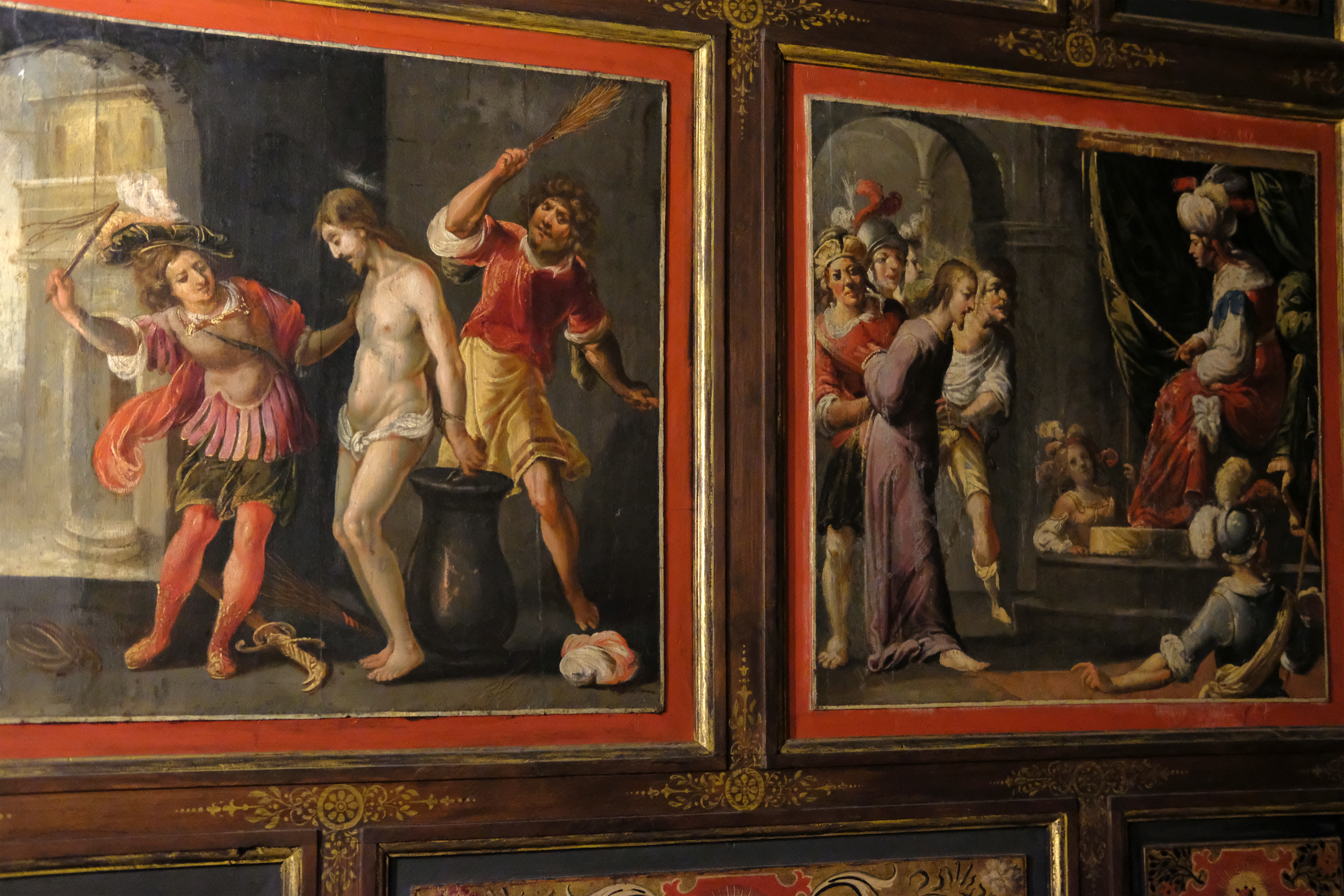
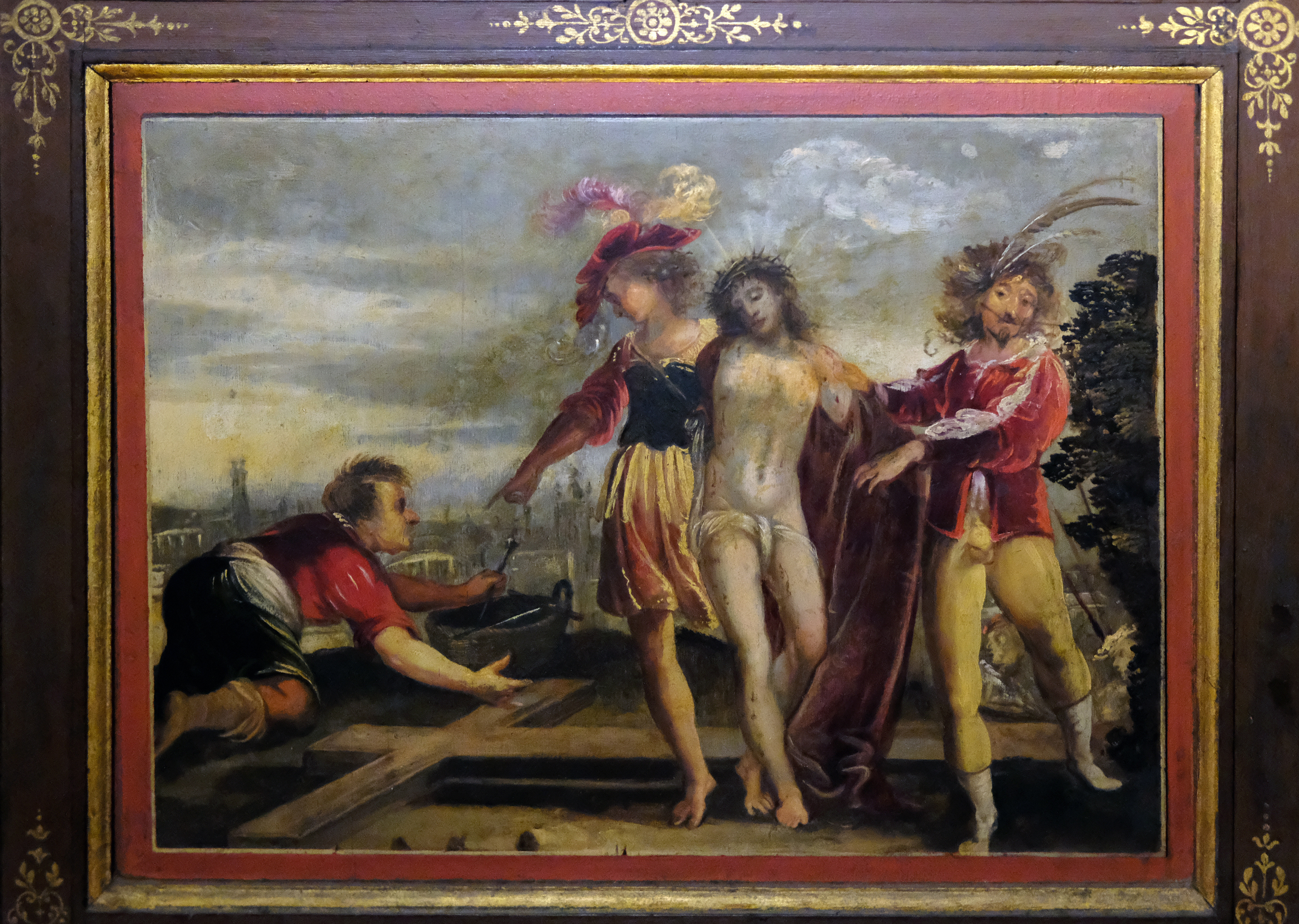
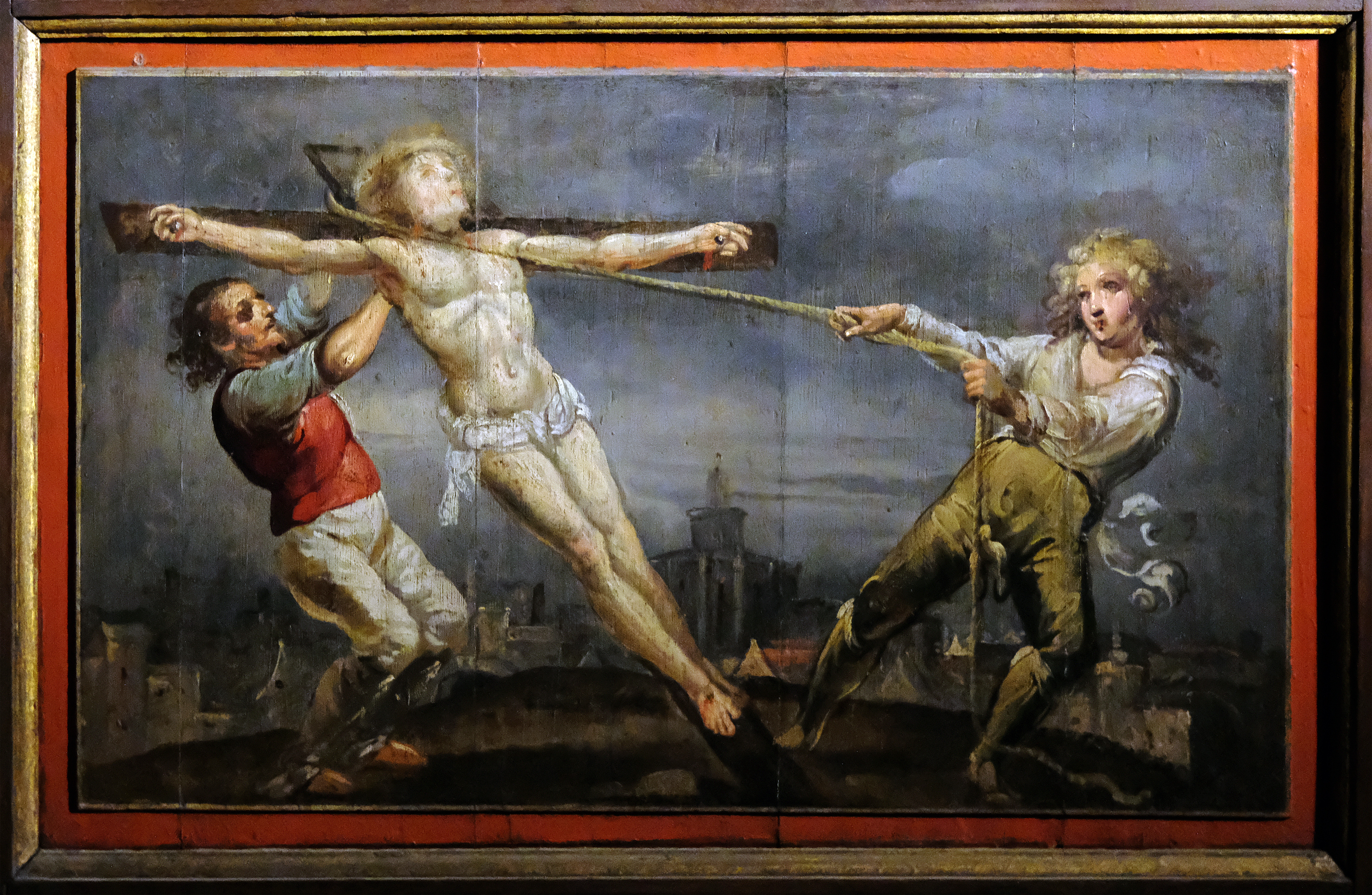
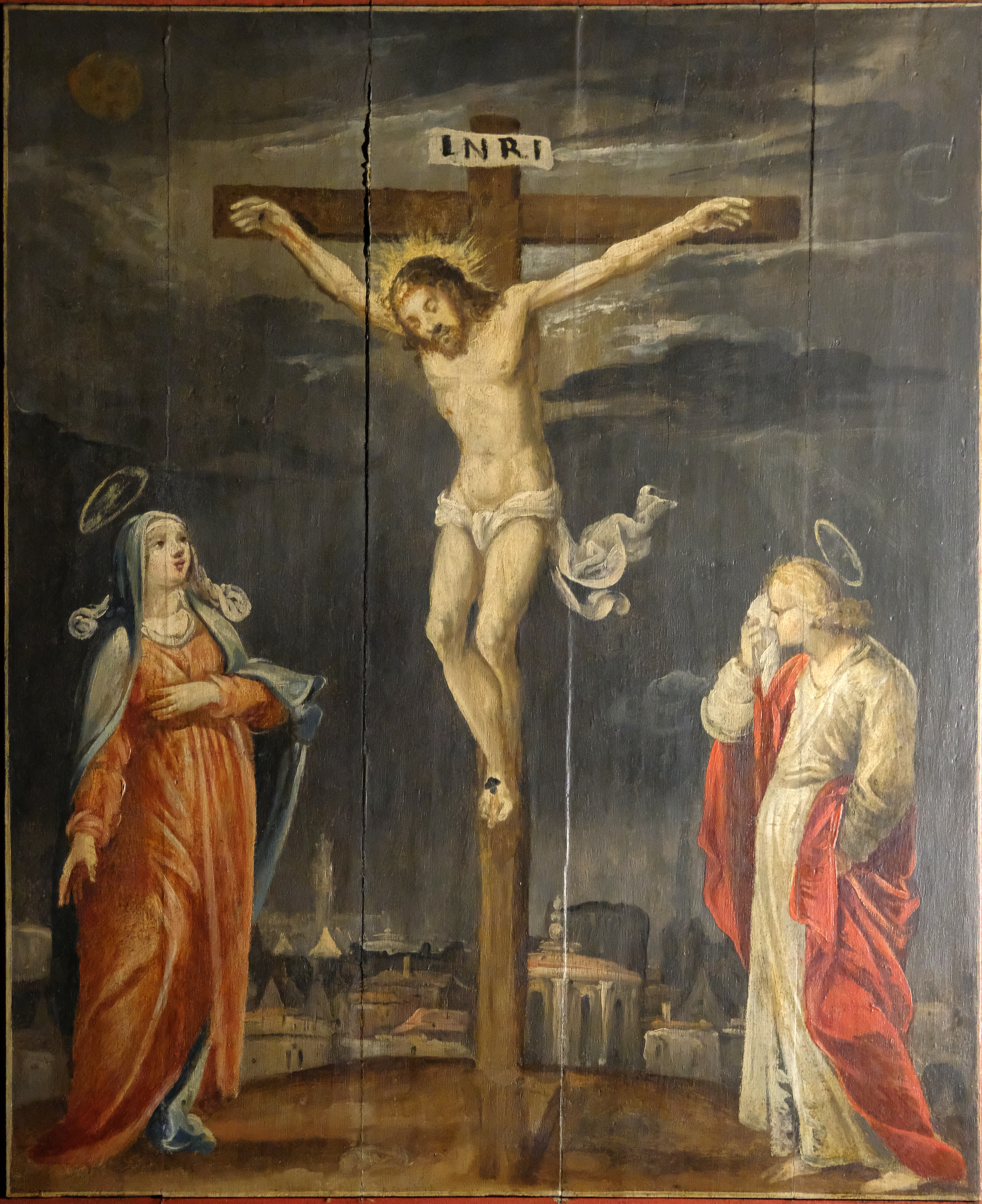

La chapelle, minuscule (environ 8 m sur 4 m) et totalement aveugle, comporte un vestibule à deux parties ouvrant sur une nef étroite de forme rectangulaire possédant une voute trapézoïdale à caissons imitant l'architecture de tombeaux antiques. Toute sa surface est couverte de lambris, tableaux et autres motifs décoratifs. Un autel se dresse dans sa partie orientale.

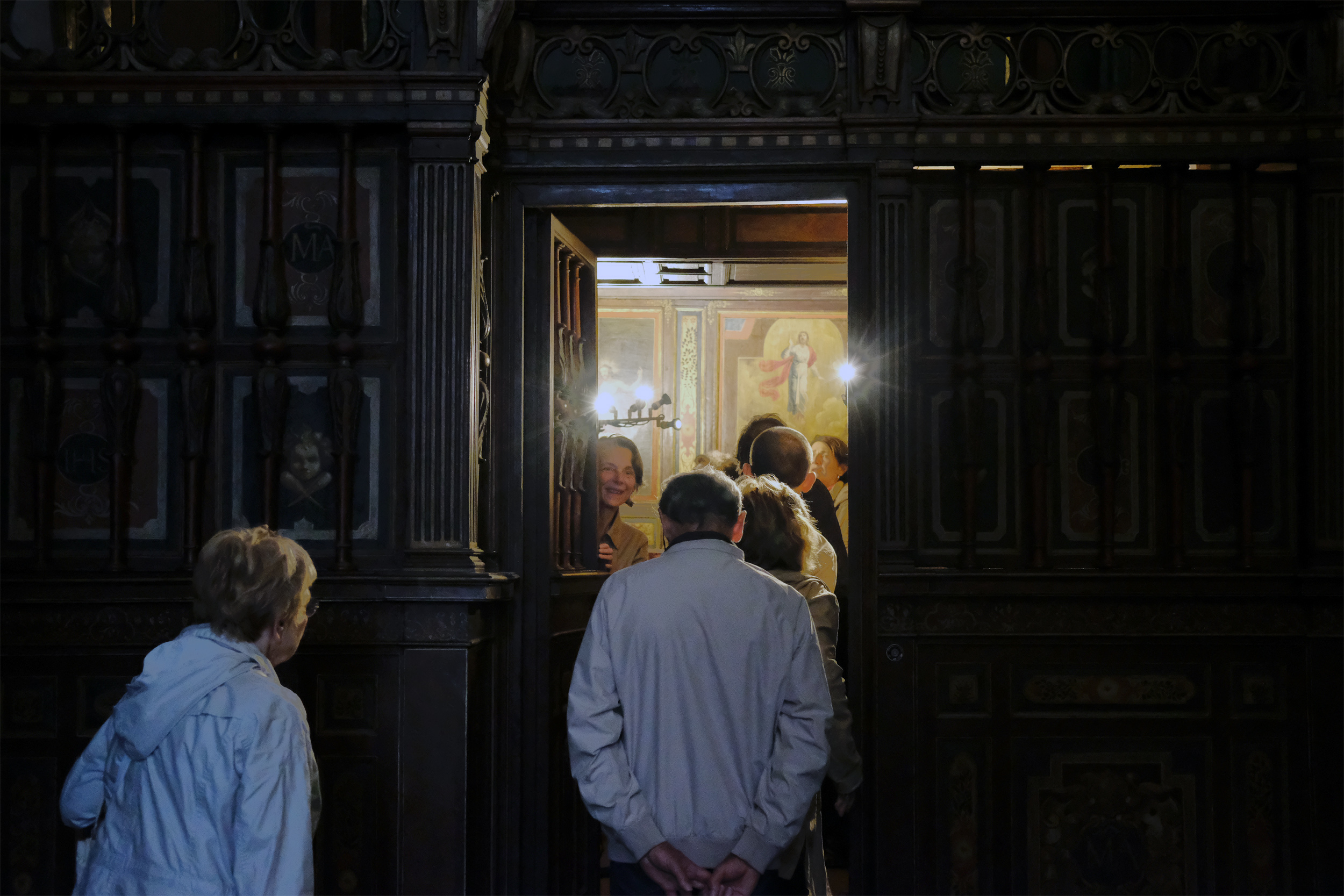
Entrée de la chapelle depuis la chapelle Sainte-Anne.
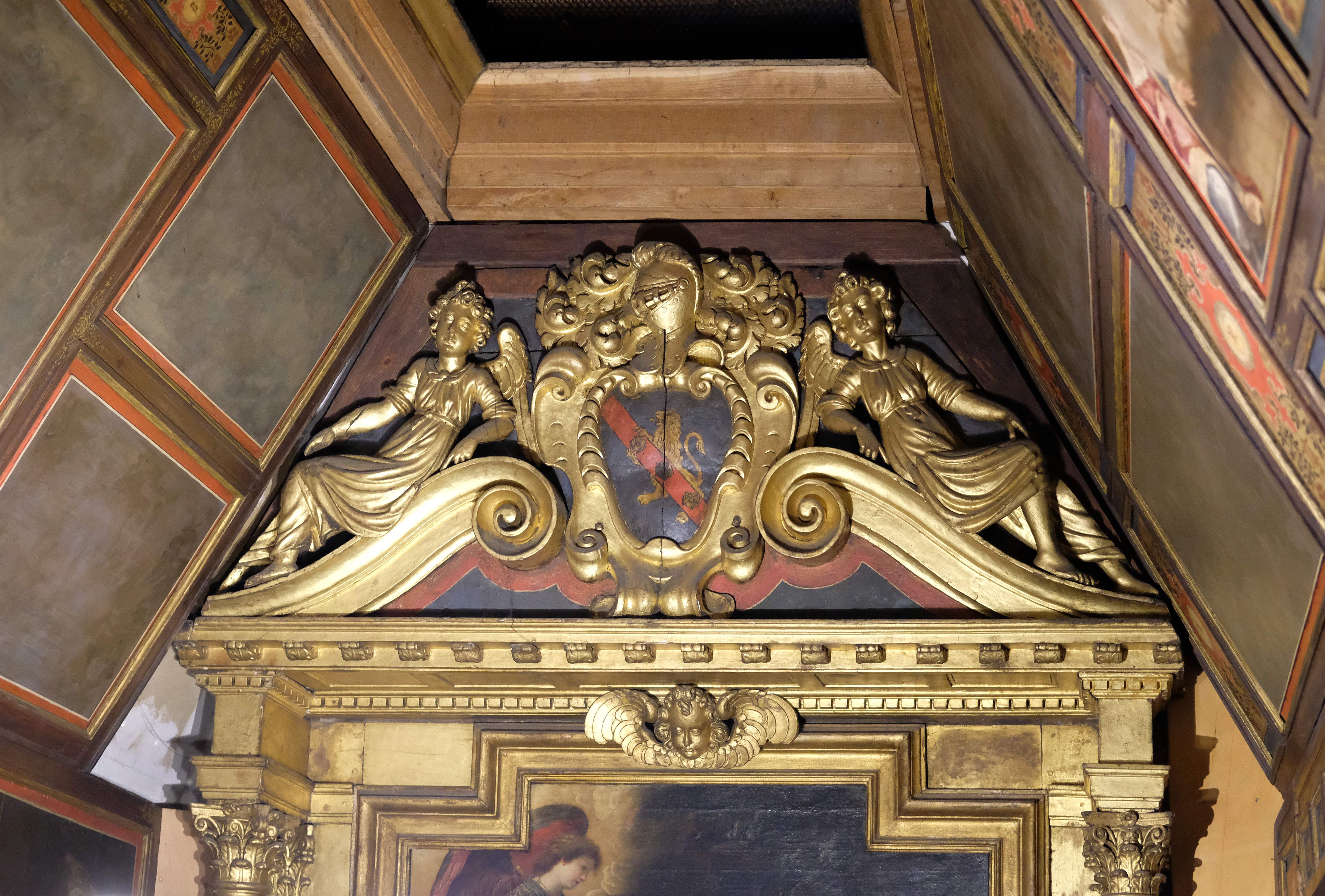
Voute de la chapelle, côté oriental.
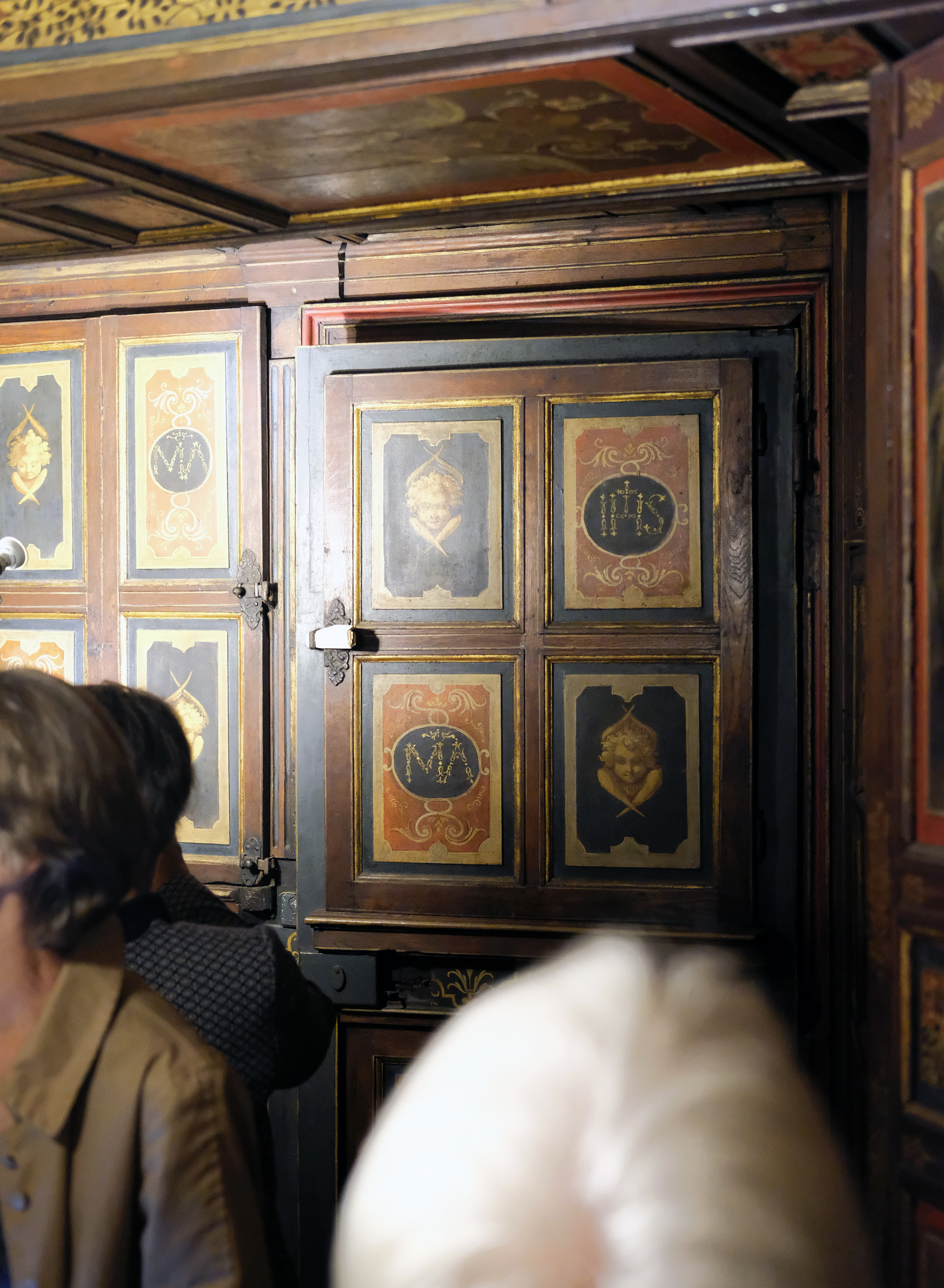
Quelques panneaux.

Les murs et les voussures du plafond présentent une grande variété de décorations : vingt et une scènes de la Passion et de la Résurrection du Christ, sept figures de saints portant les prénoms des membres de la famille Goussault et trois cartouches représentant les évangélistes. Le reste des lambris est agrémenté de têtes de chérubins et autres motifs ornementaux. 

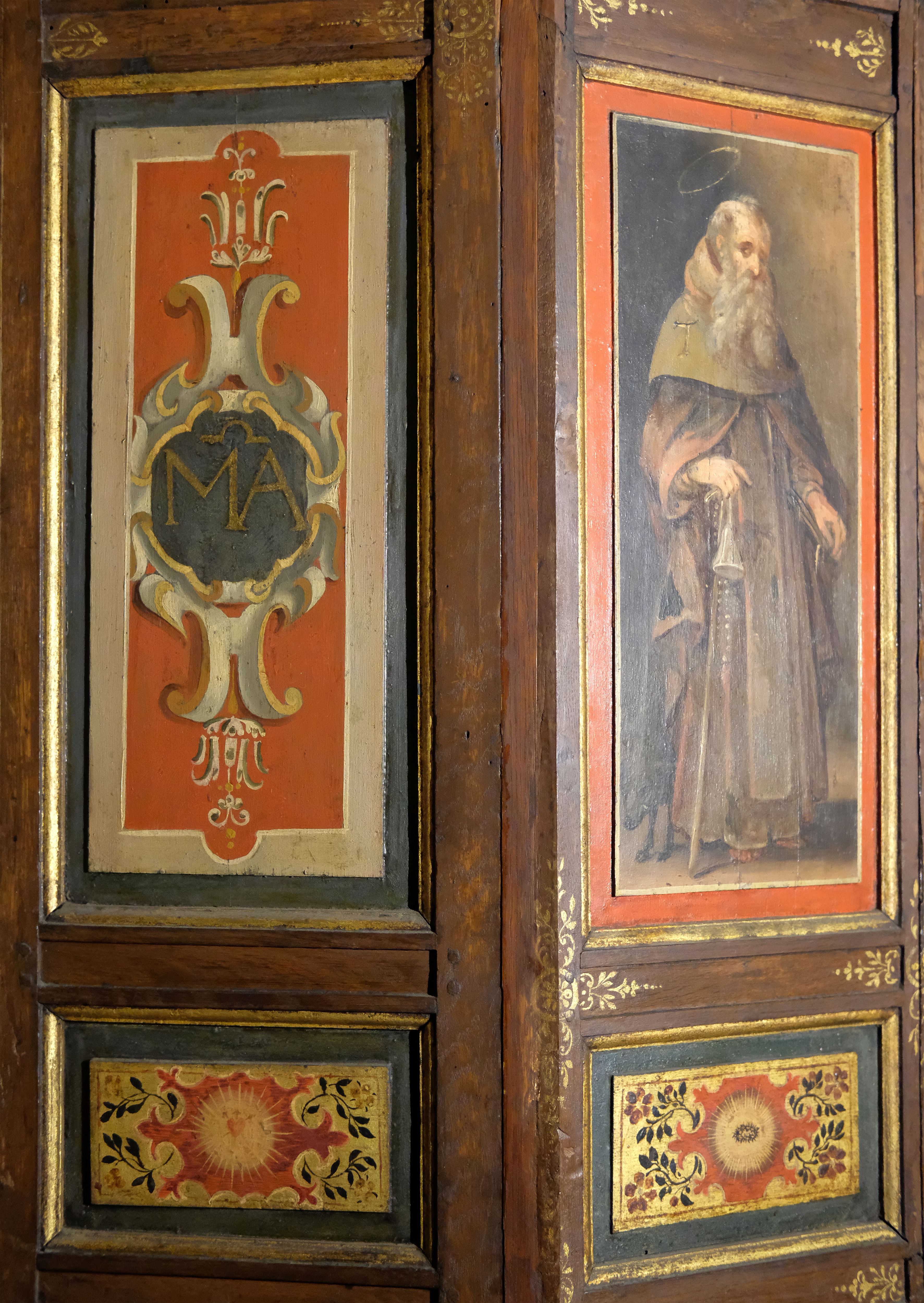
Un évangéliste.
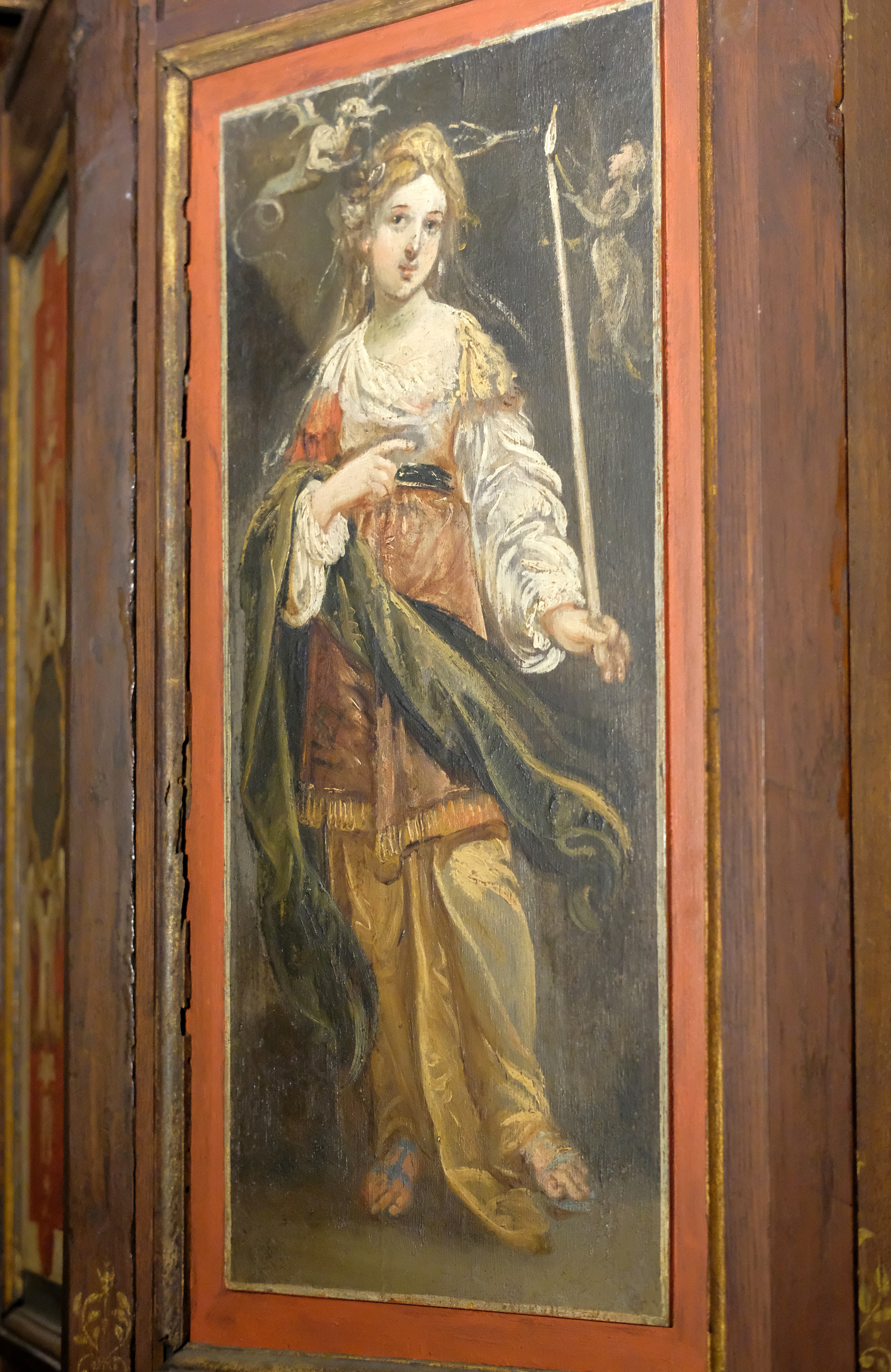
Une figure de sainte portant le prénom d'un membre de la famille.
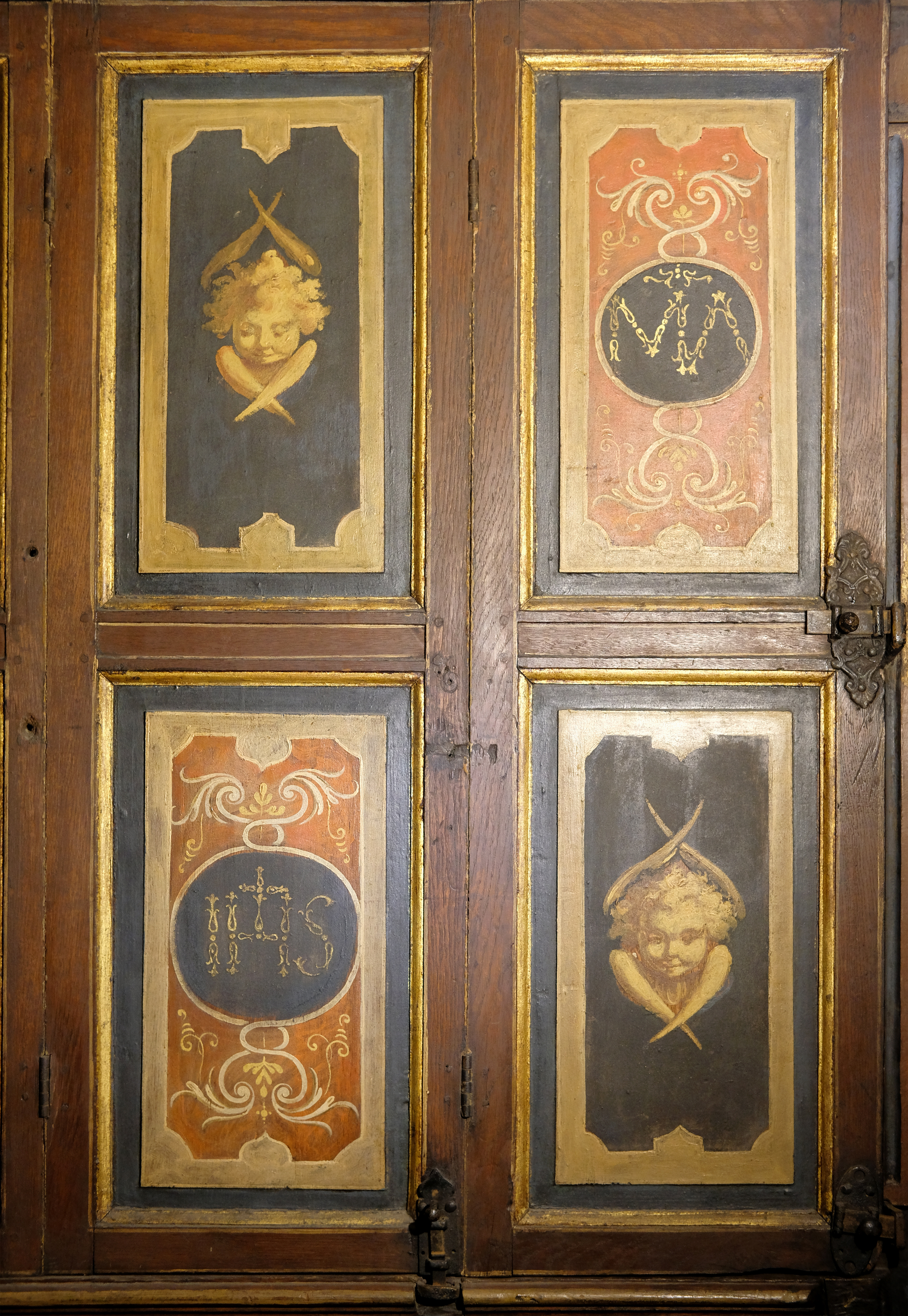
Chérubins et autres motifs ornementaux.

Parmi les symboles religieux on peut remarquer, en plusieurs endroits, la représentation d'un cœur avec les trois clous de la crucifixion au centre d'un soleil en gloire, symbole de la dévotion au Sacré-Cœur qui ne se diffusera que quelques années plus tard.

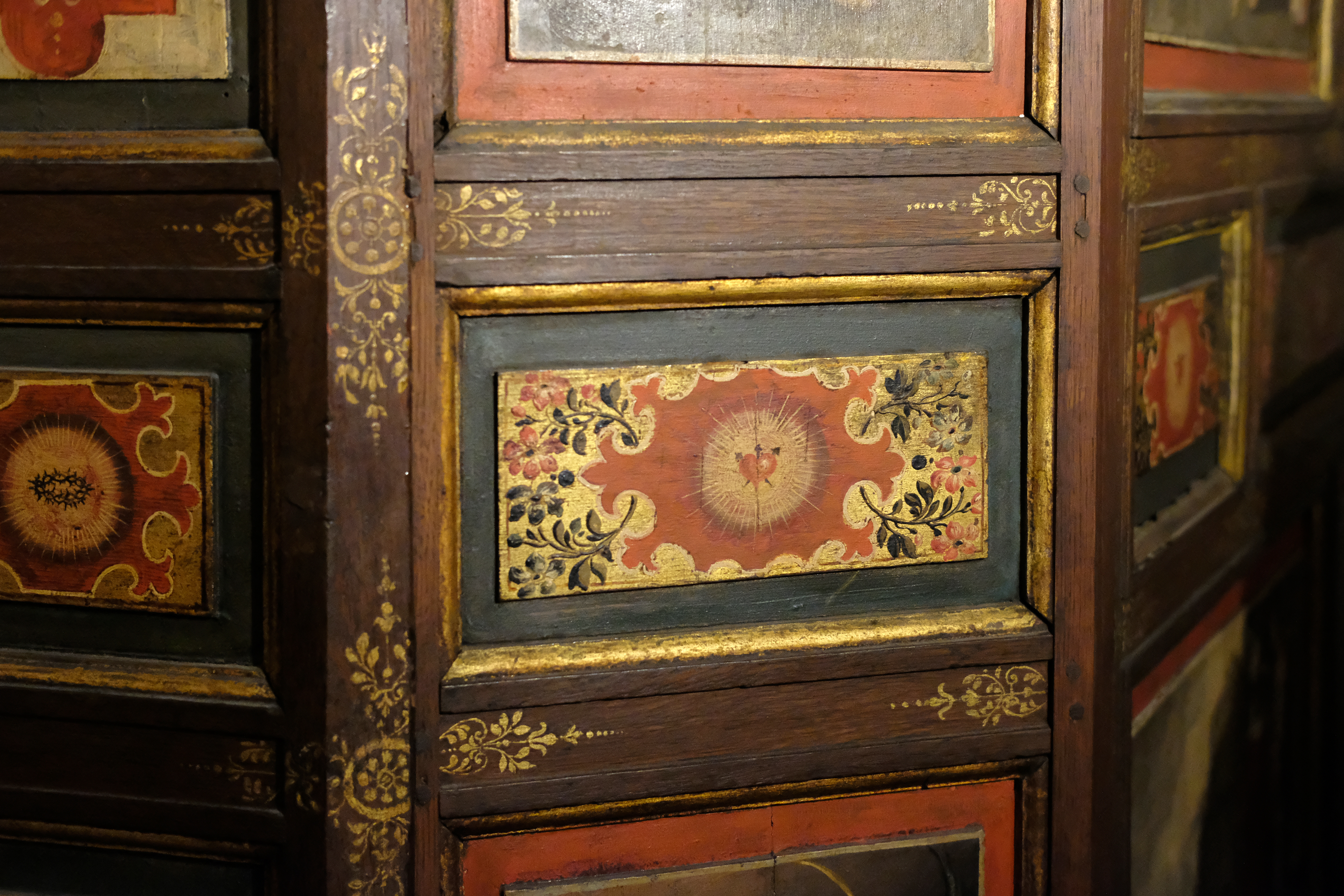
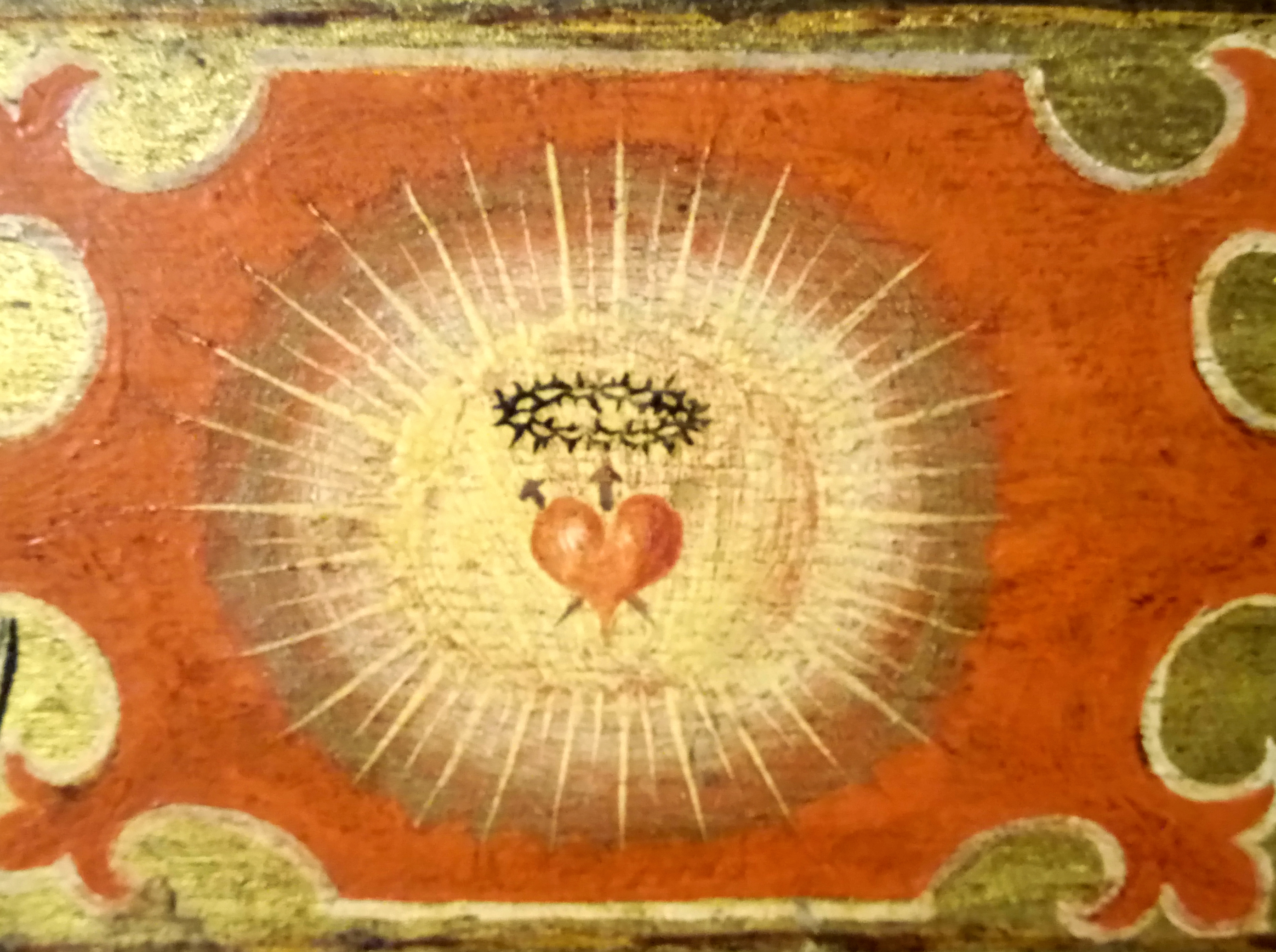

Au-dessus de l'autel se trouve une œuvre de Claude Vignon, Le Christ au mont des oliviers.

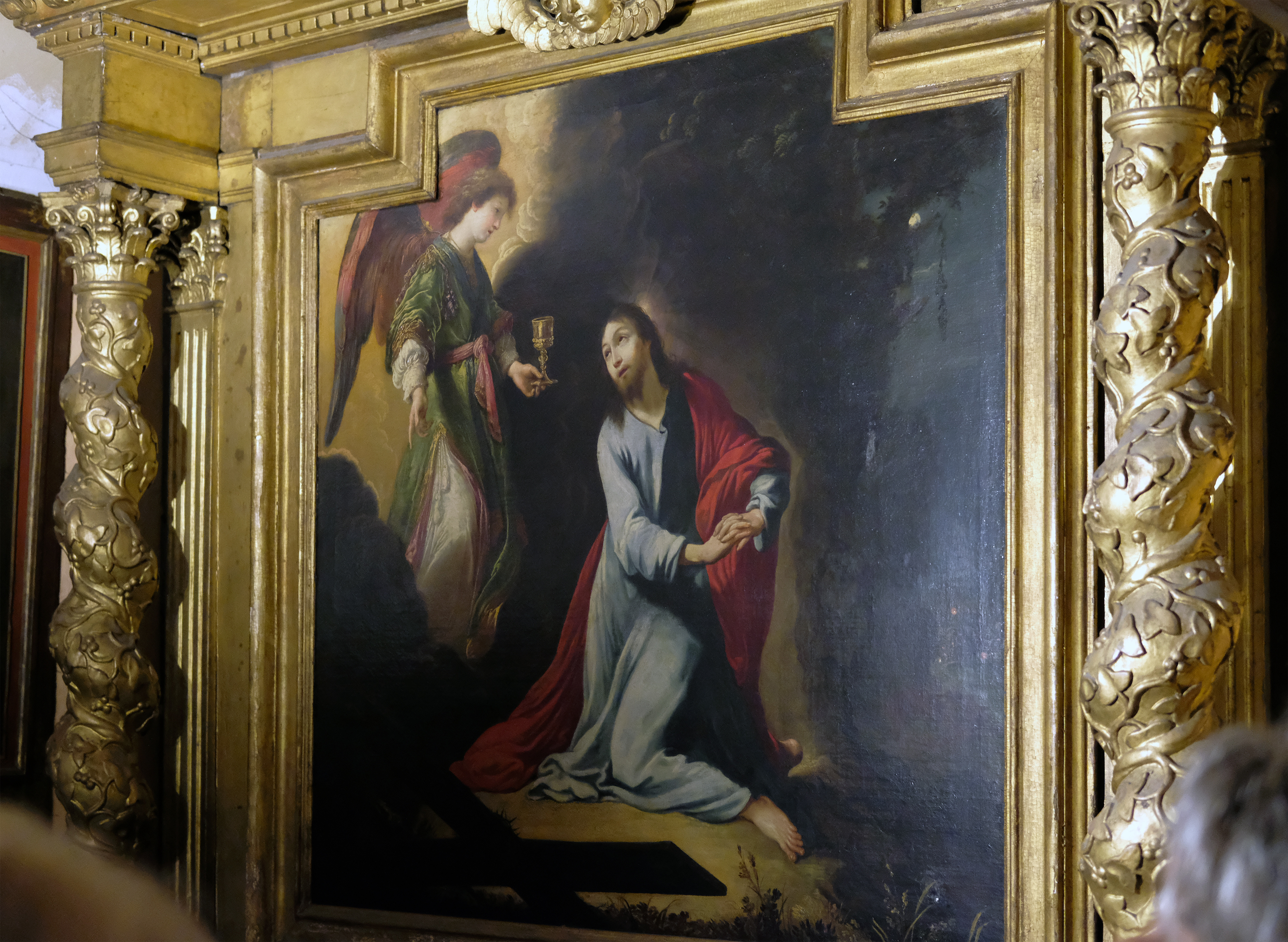
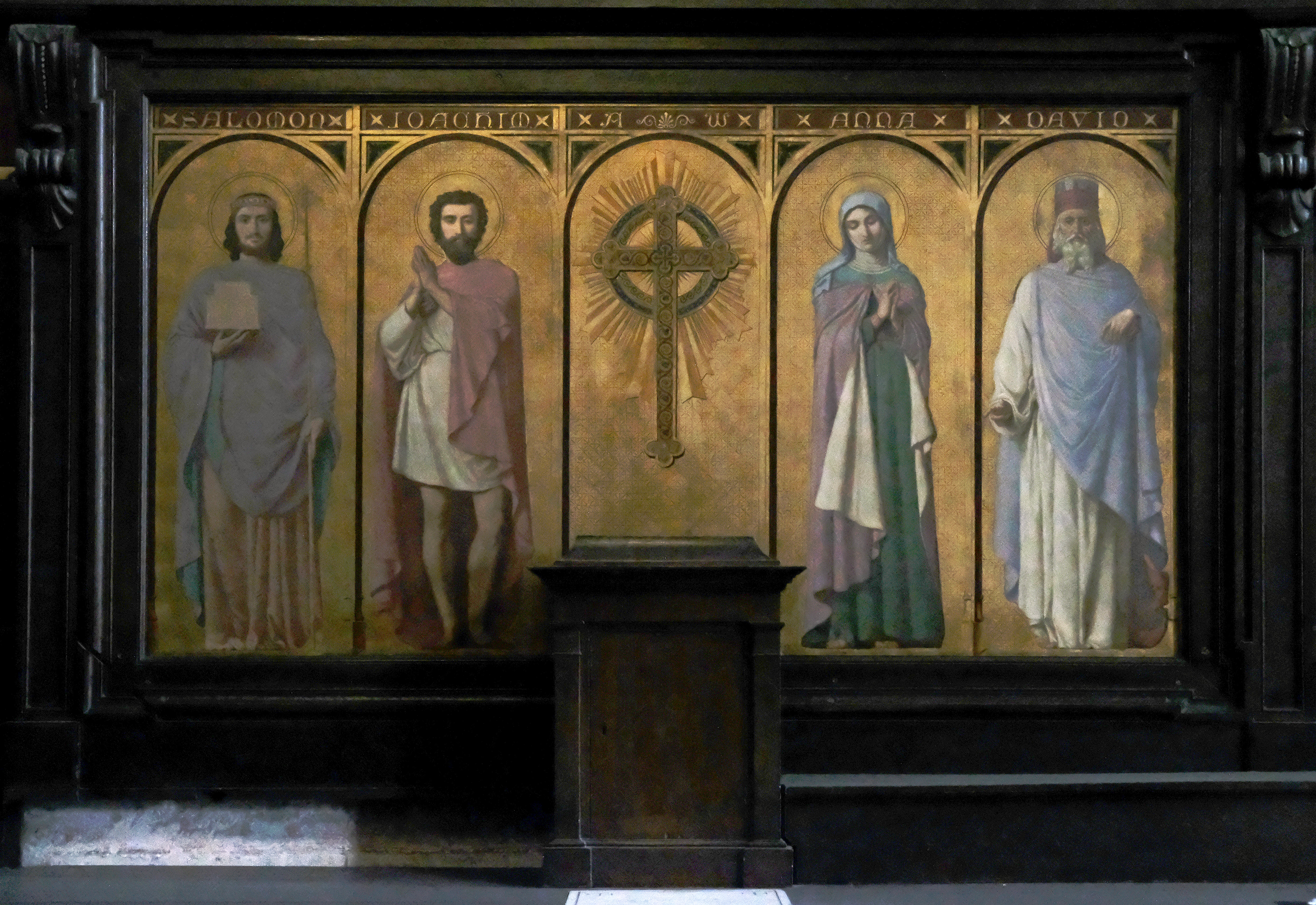

La décoration de cette chapelle s'inspire directement de celle des maisons nobles de l'époque, aux cabinets lambrissés. Toutefois la présence, au cœur de ce décor mondain, de nombreux symboles de dévotion rappelle la ferveur religieuse d'une grande partie de l'aristocratie du XVIIe siècle.